# Bugatti Type 38

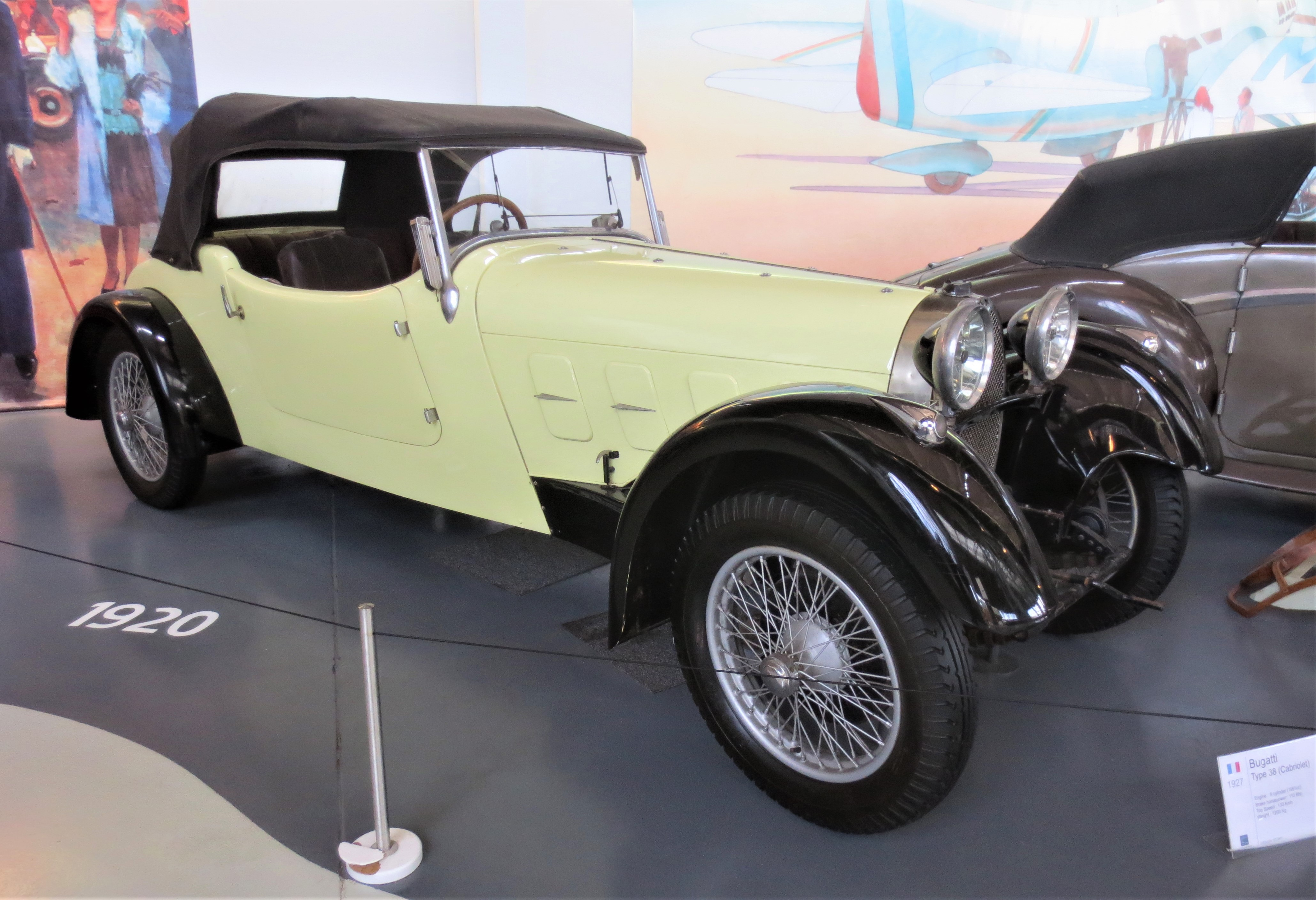
Als zweitüriger Tourenwagen

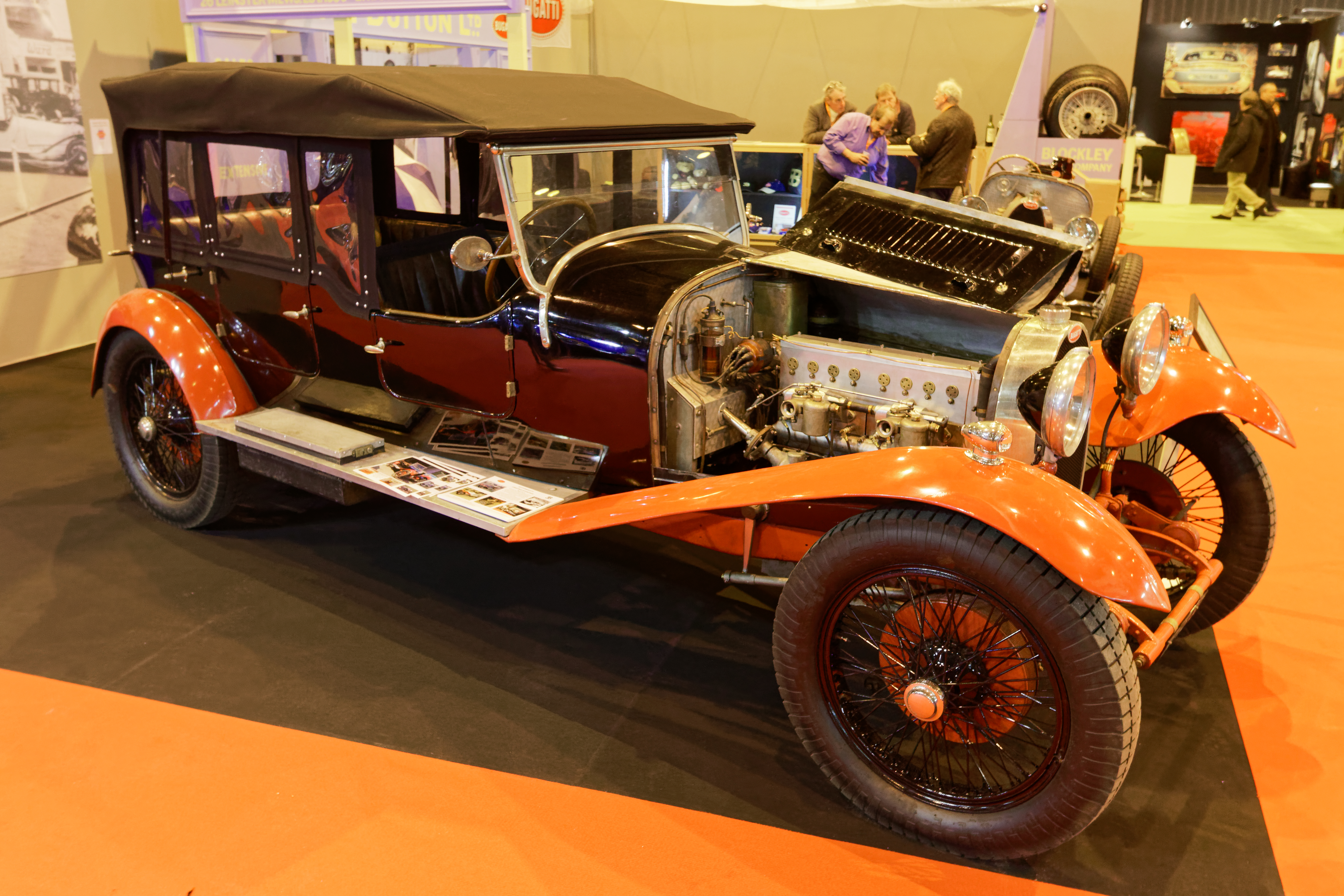
Als viertüriger Tourenwagen

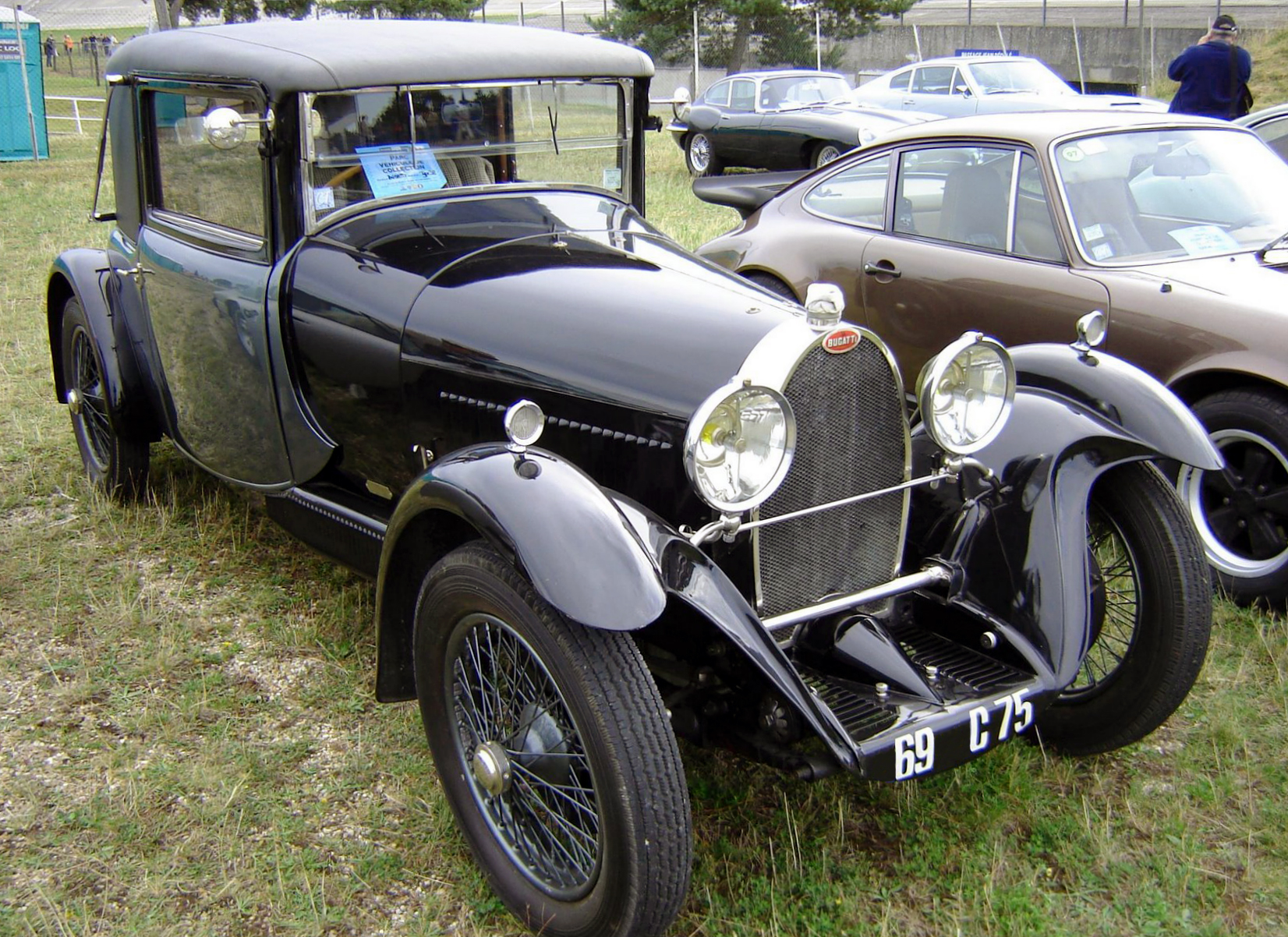
Als Coupé

Der Bugatti Type 38 ist ein Pkw-Modell. Hersteller war Bugatti aus Frankreich.

## Beschreibung
Das Modell erschien im März 1926. Es löste den Type 30 ab.
Der Motor wurde übernommen. Es ist ein Achtzylinder-Reihenmotor. 60 mm Bohrung und 88 mm Hub ergeben 1991 cm³ Hubraum. Jeder Zylinder hat zwei Einlassventile und ein Auslassventil. Die Kurbelwelle ist in drei Kugellagern gelagert. Der Motor ist wassergekühlt.
Der Frontmotor treibt über ein Vierganggetriebe und eine Kardanwelle die Hinterachse an. Das Fahrgestell hat 3122 mm Radstand und 1250 mm Spurweite. Die Fahrzeuge sind 4040 mm lang und 1500 mm breit. Das Gewicht des Fahrgestells ist mit 840 kg angegeben. Überliefert sind zweitürige Limousinen mit zwei und vier Seitenfenstern, Coupé und Roadster jeweils mit Rundheck sowie Tourenwagen. Auf Stoßstangen wurde verzichtet.
Die Standardausführung ohne Kompressor hat 70 PS oder 75 PS Leistung. Damit sind 125 km/h Höchstgeschwindigkeit möglich.
1927 ergänzte der Type 38 A das Sortiment. Sein Motor leistet mit Hilfe eines Kompressors 90 PS oder 95 PS. 140 km/h Höchstgeschwindigkeit sind angegeben. 1929 betrug der Neupreis im Deutschen Reich 12.700 Reichsmark.
1930 endete die Produktion, nach anderen Quellen schon eher. Nachfolger wurde der Type 43 mit einem größeren Motor.

## Kritik
Bei der Standardausführung wird die zu geringe Motorleistung bemängelt. Zum Type 38 A heißt es, dass der verwendete Kompressor, der aus dem Type 37 A stammte, zu stark für den Motor war.

## Stückzahlen
Eine Quelle nennt etwa 335 Fahrzeuge der normalen Ausführung und etwa 50 Type 38 A, in der Summe also etwa 385 Stück. Eine zweite Quelle bestätigt insgesamt 385 Fahrzeuge. Eine dritte Quelle gibt die Fahrgestellnummern von 38-101 bis 38-487 an und kommt  auf exakt 387 Fahrzeuge. Eine vierte Quelle nennt dagegen nur etwa 100 Fahrzeuge.
29 Fahrzeuge sind erhalten geblieben.